# La Bouche (groupe)
 (avril 2024).
Si vous disposez d'ouvrages ou d'articles de référence ou si vous connaissez des sites web de qualité traitant du thème abordé ici, merci de compléter l'article en donnant les références utiles à sa vérifiabilité et en les liant à la section « Notes et références ».
Pour les articles homonymes, voir La Bouche.
La Bouche est un groupe allemand d'eurodance des années 1990, composé du rappeur Lane McCray et de la chanteuse Melanie Thornton, tous deux recrutés par le producteur allemand Frank Farian. Le groupe a sorti plusieurs titres, tels que Sweet Dreams, You Won't Forget Me, Falling in Love et I Love to Love, mais c'est leur deuxième single, Be My Lover, qui remportera le plus de succès.

## Histoire
La Bouche est un projet allemand créé en 1993 par Amir Saraf et Ulli Brenner, et produit en 1994 par Frank Farian. Celui-ci est déjà connu pour avoir été le créateur et producteur des groupes Boney M. et Milli Vanilli.
Pour créer le groupe La Bouche, Frank Farian recrute, comme chanteuse, Melanie Thornton (née le 13 mai 1967 à Charleston), et comme rappeur, Lane McCray, né le 13 avril 1962 à Anchorage. Ils sont les véritables voix du groupe, contrairement à ce qu'il s'est passé pour les autres groupes produits antérieurement par Frank Farian. Le duo effectue d'ailleurs de nombreuses prestations live se démarquant ainsi des autres groupes eurodance de l'époque chantant pour la plupart en playback.
Ils sortent en 1995 un premier album avec notamment Sweet Dreams, ainsi que le tube Be My Lover.
Après la sortie de leur second album A Moment of Love (SOS) en 1997, le succès décline peu à peu. 
En février 2000, Melanie Thornton quitte le groupe pour poursuivre une carrière solo. Celle-ci sera écourtée par sa mort prématurée, le 24 novembre 2001, dans l'accident d'avion du vol 3597 Crossair près de Zurich.
Leurs meilleurs titres sont rassemblés dans l'album The Best of La Bouche (featuring Melanie Thornton) sorti en 2002.

## Singles
- Sweet Dreams (Hola Hola Eh)
- You Won't Forget Me
- Be My Lover
- Falling in Love
- I Love to Love
- SOS
- Bolingo
- Megamix
- A Moment of Love